# Khu bảo tồn động vật hoang dã Châu thổ sông Lena
Khu bảo tồn động vật hoang dã Châu thổ sông Lena (tiếng Nga: Усть-Ленский государственный природный заповедник) là một khu bảo tồn nghiêm ngặt nằm ở vùng đồng bằng châu thổ sông Lena thuộc cộng hòa Sakha, xa về phía bắc của Đông Siberi, Nga. Với tổng diện tích là 14.330 kilômét vuông (5.530 dặm vuông Anh), đây là một trong những khu vực được bảo vệ lớn nhất Nga. Bản thân vùng đồng bằng châu thổ sông Lena có diện tích 30.000 kilômét vuông (12.000 dặm vuông Anh) cũng là một trong những đồng bằng lớn nhất thế giới. Đây là môi trường trú ẩn quan trọng của nhiều loài chim hoang dã gồm thiên nga, ngỗng, vịt, chim lặn gavia, chim lội, một số loài chim săn mồi và mòng biển. Ngoài ra, nó cũng là môi trường sinh sản quan trọng của nhiều loài cá.